# Joachim Hess (Organist)
Joachim Hess (* 24. September 1732 in Leeuwarden; † 27. Dezember 1819 in Zeist) war ein niederländischer Organist, Carillionist und Musikschriftsteller deutscher Herkunft.

## Leben und Werk
Joachim Hess war Sohn von Ludwig Hess und Ette Margaretha Adrians, er war von Hause aus evangelisch-lutherisch. Von 1749 bis 1753 und von 1754 bis 1813 war er Organist und Carillionist von Sanct Jan in Gouda und 1753/1754 in Maassluis. Sein Bruder Hendrik Hermanus Hess war Orgelbauer in Gouda und schuf neben Kirchen- etliche Hausorgeln. Joachim Hess leitete bis 1786 das Collegium Musicum in Gouda.
Er erlebte eine Bekehrung und wechselte aufgrund dessen in die Herrnhuter Brüdergemeine. In seinem privaten Wohnung in Gouda trafen sich die Freunde der Herrnhuter, die in Zeist ihr Gemeinde hatten. Seine Kontakte mit Zeist führten zu Konflikten mit der Stadt Gouda.
Hess wurde landesweit durch seine didaktischen Publikationen bekannt. Seine Dispositionssammlungen sind nicht nur von historischem Wert, sondern waren in einigen Fällen Anlass zur Verbesserung der beschriebenen Orgeln. Im Jahr 1813 übersiedelte er nach Zeist, wo er starb und auf dem Friedhof der Herrnhuter begraben wurde.

## Publikationen
- Beschrijving van het groot en uitmuntend orgel, in de St. Jans Kerk te Gouda. Gouda 1764.
- Korte en eenvoudige handleyding tot het leeren van ’t clavecimbel of orgel-spel. Gouda 1766, 1792.
- Luister van het orgel. Gouda 1772.
- Dispositien der merkwaardigste kerk-orgelen. Gouda 1774.
- Over de vereischten in eenen organist. Gouda 1807.
- Korte schets van de allereerste uitvinding, en verdere voortgang in het ververvaardigen der orgelen. Gouda 1810.
- Dispositien van kerk-orgelen, welke in Nederland worden aangetroffen. Vervolg (Manuskript)